# Dorotea socken
Dorotea socken ligger i Lappland och en mindre del i Jämtland och motsvarar området som sedan 1980 utgör Dorotea kommun, från 2016 uppdelat i Dorotea distrikt och Risbäcks distrikt.
Socknens areal är 2 945,50 kvadratkilometer, varav 2 800,10 land. År 2000 fanns här 3 014 invånare. Tätorten och kyrkbyn Dorotea med sockenkyrkan Dorotea kyrka ligger i socknen.

## Historia
Omkring 1713 bosatte sig den första nybyggaren Jon Ersson Kiervel i denna del av Lappmarken, i vad som i dag är Svanabyn. Inflyttningen ökade och kravet på att få bilda eget kapellag blev allt större och framställan gjordes. Beslut togs att byn Bergvattnet var den plats där kyrkan skulle stå. Byggmästare Jon Mattson i Laiksjö anlitades och efter flera års arbete stod kyrkan klar på den plats där den nuvarande kyrkan står. I betalning fick han tolv skilling per dag, men då smidde han spiken själv. I samband med att kyrkan byggdes skrev byborna till kungen Gustav IV Adolf om att det nya pastoratet få namnet Dorotea efter drottning Fredrika Dorotea Vilhelmina. Den 21 maj 1799 undertecknades det kungliga dokumentet och Bergvattnet bytte namn till Dorotea.

## Administrativ historik
Dorotea församling bildades 25 november 1785 som ett kapellag i Åsele församling och blev 7 maj 1799 annexförsamling samtidigt som namnet ändrades från det tidigare Bergvattnets socken.
När 1862 års kommunreform genomfördes i Lappland 1874/1875 övergick socknens ansvar för de kyrkliga frågorna till Dorotea församling medan först 1874 bildades för de borgerliga frågorna Dorotea landskommun. 1905 utbröts Risbäcks församling. Landskommunen uppgick 1974 i Åsele kommun och bröts ur denna 1980. Församlingen uppgick tillsammans med Risbäcks församling 2006 i Dorotea-Risbäcks församling.
1 januari 2016 inrättades distrikten Dorotea och Risbäck, med samma omfattning som motsvarande församlingar hade 1999/2000, och som omfattar hela detta sockenområde.
Socknen har tillhört fögderier, tingslag och domsagor enligt vad som beskrivs i artikeln Lappland.

## Geografi
Dorotea socken ligger kring Långseleån  och Ormsjön med Fjällsjöälven i söder. Socknen är utanför vattendragen och sjöarna en höglänt skogsbygd med högfjäll i nordväst med höjder som i Norra Borgafjället når 1 455 meter över havet.
År 1865 överfördes byn Lillånäset från Frostvikens socken till Dorotea socken, vilket innebär att en liten bit av socknen ligger i Jämtland. I slutet av 1800-talet avstyckades mark från kronoparker i Dorotea socken och tillfördes byarna Norrby och Västra Tåsjö i Tåsjö socken.

## Fornlämningar
Omkring 125 boplatser från stenåldern är funna. Cirka 120 fångstgropar har påträffats.

## Namnet
Namnet kommer från drottning Fredrika Dorotea Vilhelmina, Gustav IV Adolfs gemål. Det tidigare namnet Bergvattnet kom från sjön, men vilket berg som syftas med förledet är oklart.

## Befolkningsutveckling
| Befolkningsutvecklingen i Dorotea socken 1810–1990                                                       | Befolkningsutvecklingen i Dorotea socken 1810–1990 | Befolkningsutvecklingen i Dorotea socken 1810–1990 | Befolkningsutvecklingen i Dorotea socken 1810–1990 | Befolkningsutvecklingen i Dorotea socken 1810–1990 |
| --- | -------------------------------------------------- | -------------------------------------------------- | -------------------------------------------------- | -------------------------------------------------- |
| |                                                    |                                                    |                                                    |                                                    |
| År |                                                    |                                                    | Folkmängd                                          |                                                    |
| 1810 | 1810                                               |                                                    | 437                                                |                                                    |
| 1820 | 1820                                               |                                                    | 556                                                |                                                    |
| 1830 | 1830                                               |                                                    | 697                                                |                                                    |
| 1840 | 1840                                               |                                                    | 884                                                |                                                    |
| 1850 | 1850                                               |                                                    | 1 156                                              |                                                    |
| 1860 | 1860                                               |                                                    | 1 556                                              |                                                    |
| 1870 | 1870                                               |                                                    | 1 739                                              |                                                    |
| 1880 | 1880                                               |                                                    | 2 213                                              |                                                    |
| 1890 | 1890                                               |                                                    | 2 455                                              |                                                    |
| 1900 | 1900                                               |                                                    | 3 210                                              |                                                    |
| 1910 | 1910                                               |                                                    | 3 853                                              |                                                    |
| 1920 | 1920                                               |                                                    | 4 724                                              |                                                    |
| 1930 | 1930                                               |                                                    | 5 239                                              |                                                    |
| 1940 | 1940                                               |                                                    | 5 797                                              |                                                    |
| 1950 | 1950                                               |                                                    | 5 919                                              |                                                    |
| 1960 | 1960                                               |                                                    | 5 341                                              |                                                    |
| 1970 | 1970                                               |                                                    | 4 099                                              |                                                    |
| 1980 | 1980                                               |                                                    | 3 972                                              |                                                    |
| 1990 | 1990                                               |                                                    | 3 752                                              |                                                    |
| Anm: Källor: Umeå universitet - Tabellverket 1749-1859, Demografiska databasen, CEDAR, Umeå universitet. |                                                    |                                                    |                                                    |                                                    |